# 1836 na música

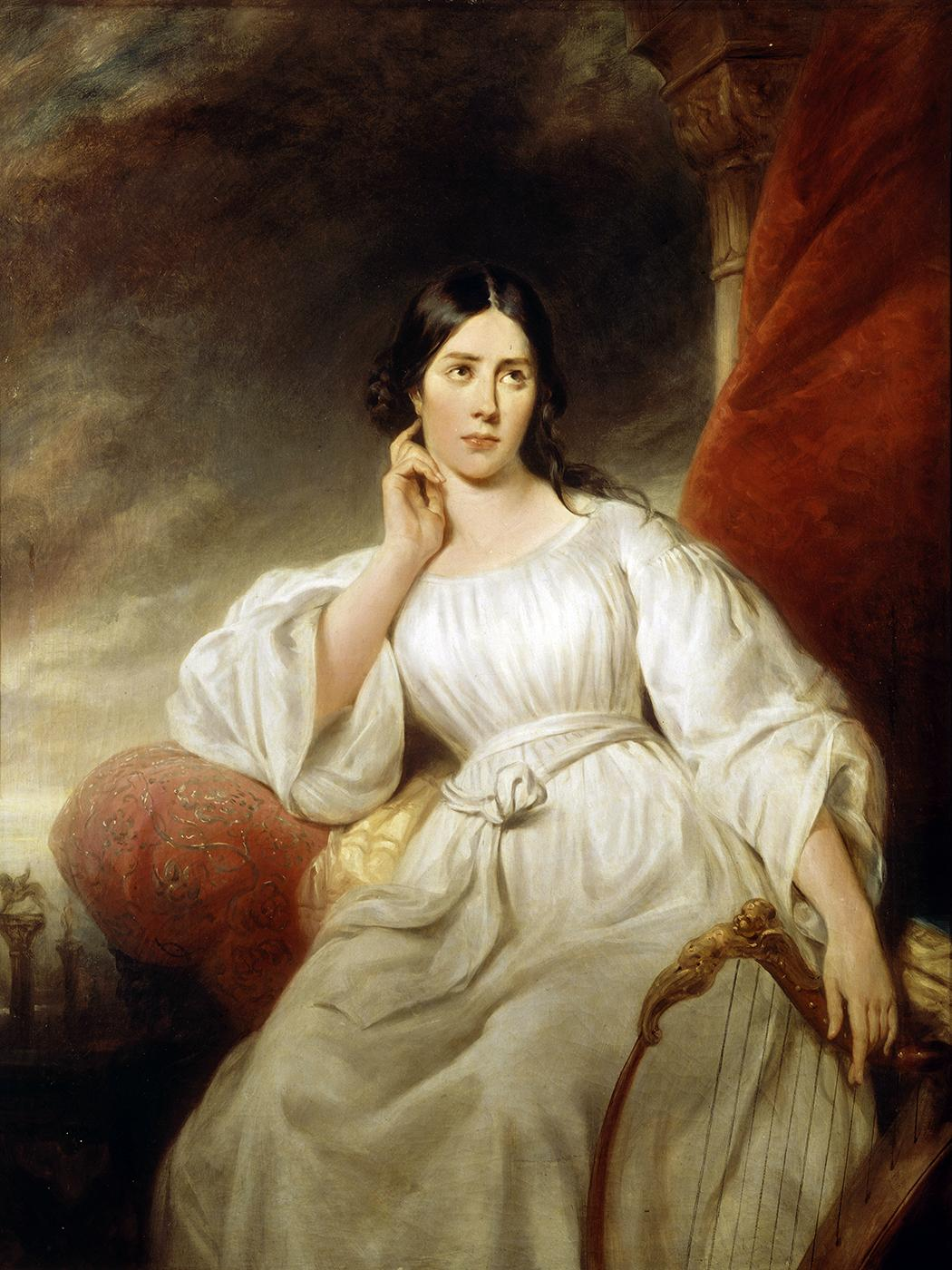
Maria Malibran por Henri Decaisne

## Nascimentos
| Data            | Nome                     | Profissão                           | Nacionalidade | Observações | Ref |
| --------------- | ------------------------ | ----------------------------------- | ------------- | ----------- | --- |
| 21 de Fevereiro | Léo Delibes              | compositor                          | França        | m. 1891     |     |
| 11 de Julho     | Antônio Carlos Gomes     | compositor                          | Brasil        | m. 1896     |     |
| 18 de Novembro  | William Schwenck Gilbert | dramaturgo, libretista e ilustrador | Inglaterra    | m. 1911     |     |

## Mortes
| Data           | Nome                          | Profissão                     | Nacionalidade     | Observações | Ref |
| -------------- | ----------------------------- | ----------------------------- | ----------------- | ----------- | --- |
| 28 de Maio     | Anton Reicha                  | compositor                    | Império Austríaco | n. 1770     |     |
| 26 de Junho    | Claude Joseph Rouget de Lisle | compositor e oficial          | França            | n. 1760     |     |
| 23 de Setembro | Maria Malibran                | cantora lírica (mezzosoprano) | França            | n. 1808     |     |